# Ol'ga Mineeva
Ol'ga Pavlovna Mineeva, nata Syrovatskaja (in russo Ольга Павловна Сырова́тская-Минеева?; Degtjarsk, 1º settembre 1952), è un'ex mezzofondista sovietica.

## Palmarès

### Olimpiadi
- 1 medaglia:
  - 1 argento (Mosca 1980 negli 800 m piani)

### Europei
- 1 medaglia:
  - 1 oro (Atene 1982 negli 800 m piani)